# Touvedo
Touvedo (llamada oficialmente União das Freguesias de Touvedo (São Lourenço e Salvador)) es una freguesia portuguesa del municipio de Ponte da Barca, distrito de Viana do Castelo.

## Historia
Fue creada el 28 de enero de 2013 en aplicación de una resolución de la Asamblea de la República de Portugal promulgada el 16 de enero de 2013 con la unión de las freguesias de Salvador de Touvedo y São Lourenço de Touvedo, pasando su sede a estar situada en la antigua freguesia de São Lourenço de Touvedo.

## Demografía
| Gráfica de evolución demográfica de Touvedo entre 2011 y 2021 |
|                                                               |
| Datos según el nomenclátor publicado por el INE portugués.    |